# La isla de las cotorras

La Isla de las cotorras es una zarzuela cubana, denominada Revista-Sainete, en un acto, dividido en cuatro cuadros, con libreto de Federico Villoch Vázquez y música de Jorge Anckermann Rafart; se estrenó en el Teatro Alhambra de La Habana el 28 de febrero de 1923.

## Contexto
Uno de los teatros más emblemáticos en La Habana fue el Teatro Alhambra, que desde su fundación en 1900 hasta su desaparición en 1935, fue un reflejo de las inquietudes, problemas y situación política de la sociedad habanera durante la república.
En 1923, ante los problemas económicos y sociales del gobierno de Alfredo Zayas y Alfonso, éste decidió reclamar la soberanía de la Isla de Pinos, la cual había quedado en manos de los americanos tras el Tratado de París , desviando así la atención pública.
Esta situación fue aprovechada por Federico Villoch para crear una obra de gran sabor cubano, en donde realiza una aguda sátira sobre la sociedad cubana con sus virtudes y sus problemas, empleando una gran cantidad de alegorías; todo ello arropada por las melodías de Jorge Anckermann, las cuales convierten a esta obra no sólo en un testimonio de una época, sino en un ejemplo de obra musical cubana.

## Argumento
Acto único
Cuadro Primero
En la playa de una isla, llegan Tango (un negro), y su amigo Muñeira (un gallego), huyendo de un ciclón; ambos se interrogan sobre el nombre de la isla y su propiedad, haciendo múltiples comentarios jocosos. Aparecen también, Asuquita (un pescador) y su ayudante Changulin (un chino), los cuales han naufragado también; ante esta sorpresa, los cuatro discuten acaloradamente sobre la propiedad de la isla. Cesa la discusión, y todos contemplan el juicio de las cotorras contra el alcatraz, condenándolo a muerte por sus pretensiones anexionistas con los americanos. Tras el juicio, todos llegan a conclusión de que esta es la isla de las cotorras y reclaman su sitio en ella; pero aparece una Cotorra y les aclara las dudas, demostrando ser ella la dueña y les invita a a visitar la isla.
Cuadro Segundo
En un bosque da la isla, los cuatro protagonista comentan sus maravillas. La cotorra les presenta las diferentes aves: El sinsote, representando a los poetas y troveros de la isla; el Papagayo, ataviado como profesor universitario, pregonando un discurso lleno de incongruencias, al cual Muñeira y Tango le toman el pelo; y al final aparece el Loro, que relata la historia de la isla desde la llegada de Colón hasta la actualidad, pero todos se marchan ante la llegada de las abejas.
Cuadro Tercero
En un poblado de la isla, Don Romualdo, acaudalado español, acompañado de su mujer Eladia y sus hijas Honorina y Beatriz van a tomar las aguas, disfrutando de la isla y lamentándose del ciclón que está próximo a llegar. Asuquita ha prosperado como plantador de toronjas y está prometido con Beatriz. Mas no es la misma suerte de Muñeira y Tango, los cuales desencantados, deciden retornar a La Habana; pero Muñeira se enamora de Honorina y hace la promesa de enmendarse si le conceden la mano de la muchacha, y Tango es auxiliado por Asuquita, nombrándolo Capataz. Aparece Changulín, el cual también ha prosperado y ha sido nombrado alcalde de la isla, todo esto es admirado por el Pastor protestante, el cual reparte sus bendiciones. Asuquita anima a todos a ir a su plantación a admirar la recolección de Toronjas.
Cuadro Cuarto
En la plantación, todos se admiran de la riqueza y exuberancia del fruto, concluyendo la obra con todos proclamando el orgullo de ser cubanos y libres ante cualquier amenaza.

## Números musicales
Acto único
Cuadro Primero
- Obertura - Ciclón - Danzón - Orquesta
- Coro de Garzas - Juicio del Alcatraz - Rumba: "Somos las Garzas - El tradittore morirá"
- Coro de Jamaiquinos - Son: "Los Jamaiquinos"
- Coro de Congos - Tango congo: "Bembé"
- Coro de Chinos - Fox-trot Chino: "Sin Song Man"
- Coro de Guaracheros y Rumberos - Guaracha: "Aquí viene la mulatica"
- Coro de Gallegos: "Maurxiña"
- Fin del cuadro primero - Orquesta.

Cuadro Segundo
- Coro de Cotorras y Loros: "Las Cotorras y los Loros"
- Coro de Abejas y Zánganos - Vals: "Las abejas"

Cuadro Tercero
- Dúo de Tango y Muñeira - Cuplés: "¡Ay Galleguibiri!"

Cuadro Cuarto
- Coro de Toronjas - Guajira:"Las Toronjas de mi tierra"
- Fin de la obra - Rumba: "¡Ay Galleguibiri!"